# Manchester United Football Club 1964-1965
Questa voce raccoglie le informazioni riguardanti il Manchester United Football Club nelle competizioni ufficiali della stagione 1964-1965.

## Maglie e sponsor
Viene introdotta una terza divisa di colore blu.
| Casa | Trasferta | Terza |

## Rosa
| N. |                        | Ruolo | Calciatore       |
| -- | ---------------------- | ----- | ---------------- |
|    | Irlanda (bandiera)     | P     | Pat Dunne        |
|    | Inghilterra (bandiera) | P     | David Gaskell    |
|    | Irlanda (bandiera)     | D     | Shay Brennan     |
|    | Irlanda (bandiera)     | D     | Noel Cantwell    |
|    | Irlanda (bandiera)     | D     | Tony Dunne       |
|    | Scozia (bandiera)      | C     | Pat Crerand      |
|    | Scozia (bandiera)      | C     | Noel Cantwell    |
|    | Scozia (bandiera)      | C     | John Fitzpartick |
|    | Inghilterra (bandiera) | C     | Bill Foulkes     |
|    | Inghilterra (bandiera) | C     | Maurice Setters  |

| N. |                             | Ruolo | Calciatore     |
| -- | --------------------------- | ----- | -------------- |
|    | Inghilterra (bandiera)      | C     | Nobby Stiles   |
|    | Inghilterra (bandiera)      | A     | John Aston     |
|    | Irlanda del Nord (bandiera) | A     | George Best    |
|    | Inghilterra (bandiera)      | A     | Bobby Charlton |
|    | Inghilterra (bandiera)      | A     | John Connelly  |
|    | Scozia (bandiera)           | A     | David Herd     |
|    | Inghilterra (bandiera)      | A     | Albert Kinsey  |
|    | Scozia (bandiera)           | A     | Denis Law      |
|    | Scozia (bandiera)           | A     | Ian Moir       |
|    | Inghilterra (bandiera)      | A     | David Sandler  |